# Токанай
Токанай (каз. Тоқанай) — село в Джангельдинском районе Костанайской области Казахстана. Входит в состав Жаркольского сельского округа. Код КАТО — 394249400.

## Население
В 1999 году население села составляло 182 человека (97 мужчин и 85 женщин). По данным переписи 2009 года, в селе проживало 137 человек (75 мужчин и 62 женщины).